# Calamus bajonado
Calamus bajonado es una especie de peces de la familia Sparidae en el orden de los Perciformes.

## Morfología
• Los machos pueden llegar alcanzar los 76 cm de longitud total.

## Distribución geográfica
Se encuentra en las  costas del  Atlántico occidental (desde Rhode Island, Bermuda y el norte del Golfo de México hasta en Brasil. Es muy abundante en las Indias Occidentales ).